# Sermilik (fjord i Grönland, Sermersooq, lat 65,98, long -37,87)
Sermilik är en fjord i Grönland (Kungariket Danmark).   Den ligger i kommunen Sermersooq, i den södra delen av Grönland, 700 km öster om huvudstaden Nuuk.